# Петкявичюс, Витаутас Казевич
Витаутас Казевич Петкявичюс (лит. Vytautas Petkevičius; 28 мая 1930, Каунас — 10 декабря 2008, Вильнюс) — советский и литовский писатель и политический деятель. В советское время стал автором многочисленных книг для детей и юношества, позднее — писал также и «взрослые» романы.

## Жизнь и творчество
Родился в рабочей семье. Уже в юности, с 15-летнего возраста был активистом комсомольской организации Литвы (Komjaunimas, Visasąjunginė Lenino komunistinio jaunimo sąjunga). Участвовал в борьбе с литовским националистическим подпольем.

После окончания гимназии в Каунасе в 1950 году поступает в Вильнюсский университет, однако вскоре прерывает обучение, перейдя на партийную работу в Коммунистической партии Литвы.
В партии с 1951 года, с 1952 года — член Центрального комитета литовского ЛКСМ, в 1956—1960 годах он — второй секретарь райкома партии в Радвилишке.
В 1952—1954 годах В. Петкявичус учится в Высшей комсомольской школе и после её окончания — в Московском государственном университете им. Ломоносова, на историческом факультете. Окончил университет в 1960 году. Затем работает корреспондентом партийной газеты «Tiesa» («Правда)» в Шяуляе.
Оставался членом Коммунистической партии вплоть до её преобразования в Литве в Литовскую демократическую партию труда (LDDP) в 1989 году.
Участвовал в создании демократического движения Саюдис в Литве (1988), став одним из его руководителей. После 1990 года в течение нескольких лет был депутатом литовского Сейма (1992—1996).
С 1988 года участвовал в протестном «зелёном» движении, направленном против планов добычи нефти в Балтийском море у побережья Куршской косы. В дельнейшем В. Петкявичюс неоднократно выступал с левых позиций, как критик правящей элиты в стране.
В 2000 году он вступает в «Už teisingą Lietuvą», оппозиционную партию «За справедливую Литву».
В 2003 году писатель публикует книгу «Durnių laivas — politinių veidų ir šaržų galerija» («Корабль дураков — галерея политических голов и образов»), в которой даёт уничтожающую характеристику современной политической элиты Литвы. В связи с популярностью автора это произведение имело большой общественный резонанс. Ряд политиков страны подали на него в суд и жалоба его бывшего соратника по «Саюдису» Витаутаса Ландсбергиса не была удовлетворена вплоть до смерти самого Петкявичюса. В 2006 году он выпускает продолжение к «Кораблю дураков» — «Durniškės».
В 2008 году, незадолго до смерти, писатель вступает в левую политическую партию «Frontas» (Фронт).
В. Петкявичюс был женат на Раисе Петкявичене (Григоровой). В браке родились трое детей.
Начиная с 1972 года В. Петкявичюс работает как свободный писатель. Известность — и не только в Литве — получила в первую очередь его литература для детей.
В 1959 году выходит его первое сочинение — новелла «Priemiesčio žmonės» («Люди предместья»).
Наиболее известными его «взрослыми» романами являются изданный в 1965 году «Apie duoną, meilę ir šautuvą» («Про хлеб, любовь и винтовку») и «Grupė draugų» («Круг друзей», 1979).
Среди детской литературы наиболее популярны роман «Didysis medžiotojas Mikas Pupkus» («Великий охотник Микас Пупкус», 1969), повести-сказки «Приключения Жёлудя» (1964), «Аршин, сын Вершка» (1969).
Детские романы В. Петкявичюса, кроме литовского языка, издавались в переводах на русском, украинском, латышском, эстонском, немецком, венгерском, чешском и польском языках. Они являются классикой литовский детской книги.
Витаутас Петкявичюс скончался в больнице от рака 10 декабря 2008 года.

## Награды
- Медаль Независимости Литвы (1 июля 2000 года)[2]
- Медаль Памяти 13 января (8 января 1999 года)[3]
- Орден Трудового Красного Знамени (1986)
- Памятный знак за личный вклад в развитие трансатлантических отношений Литвы и по случаю приглашения Литовской Республики в НАТО (12 февраля 2003 года)[4]

## Дополнения
- Durnių laivas (Корабль дураков) (на литовском языке) Архивная копия от 19 февраля 2007 на Wayback Machine
- Некролог к смерти писателя (на литовском языке)